# Filton
Filton – miasto i civil parish w Wielkiej Brytanii, w Anglii, w regionie South West England, w hrabstwie Gloucestershire, w dystrykcie (unitary authority) South Gloucestershire. W 2011 roku civil parish liczyła 10 607 mieszkańców.

## Miasta partnerskie
- St Vallier-sur-Rhône, Francja
- Witzenhausen, Niemcy